# جرمی ان‌جی‌تاپ
 جرمی ان‌جی‌تاپ  (به انگلیسی: Geremi Njitap) (زاده ۲۰ دسامبر ۱۹۷۸ - بافوسام) بازیکن فوتبال اهل کامرون است. وی سابقه عضویت در باشگاه‌های رئال مادرید و چلسی را دارد.
جرمی ۱۱۶ بازی و ۱۳ گل ملی در کارنامه دارد و در جام‌های جهانی ۲۰۰۲ و ۲۰۱۰ حضور داشته‌است.

## افتخارات

### باشگاهی
رئال مادرید
- لیگ قهرمانان اروپا: ۲۰۰۰
- لا لیگا: ۰۱–۲۰۰۰
- سوپر کوپا د اسپانا: ۲۰۰۱

 چلسی
- لیگ برتر انگلستان: ۰۵–۲۰۰۴، ۰۶–۲۰۰۵
- جام خیریه انگلیس: ۲۰۰۵

### ملی
کامرون
- مدال طلا: بازی‌های المپیک تابستانی ۲۰۰۰
- جام ملت‌های آفریقا: ۲۰۰۰، ۲۰۰۲